# Грін-Трі (Пенсільванія)
Грін-Трі (англ. Green Tree) — місто (англ. borough) в США, в окрузі Аллегені штату Пенсільванія. Населення — 4941 особа (2020).

## Географія
Грін-Трі розташований за координатами 40°25′1″ пн. ш. 80°3′16″ зх. д. / 40.41694° пн. ш. 80.05444° зх. д. (40.417056, -80.054317).  За даними Бюро перепису населення США в 2010 році місто мало площу 5,38 км², уся площа — суходіл.

## Демографія
Згідно з переписом 2010 року, у селищі мешкали 4432 особи в 1958 домогосподарствах у складі 1282 родин. Густота населення становила 825 осіб/км².  Було 2072 помешкання (385/км²).
Расовий склад населення:
| - 94,7 % — білих - 2,5 % — азіатів - 1,8 % — чорних або афроамериканців - 0,1 % — корінних американців |

До двох чи більше рас належало 0,8 %. Частка іспаномовних становила 1,2 % від усіх жителів.
За віковим діапазоном населення розподілялося таким чином: 17,1 % — особи молодші 18 років, 61,6 % — особи у віці 18—64 років, 21,3 % — особи у віці 65 років та старші. Медіана віку мешканця становила 47,4 року. На 100 осіб жіночої статі у селищі припадало 92,1 чоловіків;  на 100 жінок у віці від 18 років та старших — 91,0 чоловіків також старших 18 років.
Середній дохід на одне домашнє господарство  становив 89 114 долари США (медіана — 66 078), а середній дохід на одну сім'ю — 105 595 доларів (медіана — 91 708). Медіана доходів становила 61 216 доларів для чоловіків та 52 757 доларів для жінок. За межею бідності перебувало 4,6 % осіб, у тому числі 10,6 % дітей у віці до 18 років та 3,8 % осіб у віці 65 років та старших.
Цивільне працевлаштоване населення становило 2614 осіб. Основні галузі зайнятості: освіта, охорона здоров'я та соціальна допомога — 24,6 %, науковці, спеціалісти, менеджери — 17,6 %, фінанси, страхування та нерухомість — 14,5 %.